# Peperomia syringifolia
Peperomia syringifolia är en pepparväxtart som beskrevs av C. Dc.. Peperomia syringifolia ingår i släktet peperomior, och familjen pepparväxter. Inga underarter finns listade i Catalogue of Life.